# Uranomys ruddi
Uranomys ruddi е вид гризач от семейство Мишкови (Muridae). Видът не е застрашен от изчезване.

## Разпространение и местообитание
Разпространен е в Бенин, Гана, Гвинея, Демократична република Конго, Етиопия, Зимбабве, Камерун, Кения, Кот д'Ивоар, Либерия, Малави, Мозамбик, Нигерия, Сенегал, Сиера Леоне, Того, Уганда, Централноафриканска република и Чад.
Обитава гористи местности, ливади, храсталаци и савани.

## Описание
На дължина достигат до 9,3 cm, а теглото им е около 35,5 g.
Популацията на вида е намаляваща.